# André Jammes
Pour les articles homonymes, voir Jammes.
André Jammes, né le 14 juin 1927 à Paris dans le 6e arrondissement, est un libraire, collectionneur et historien de la photographie français.

## Biographie

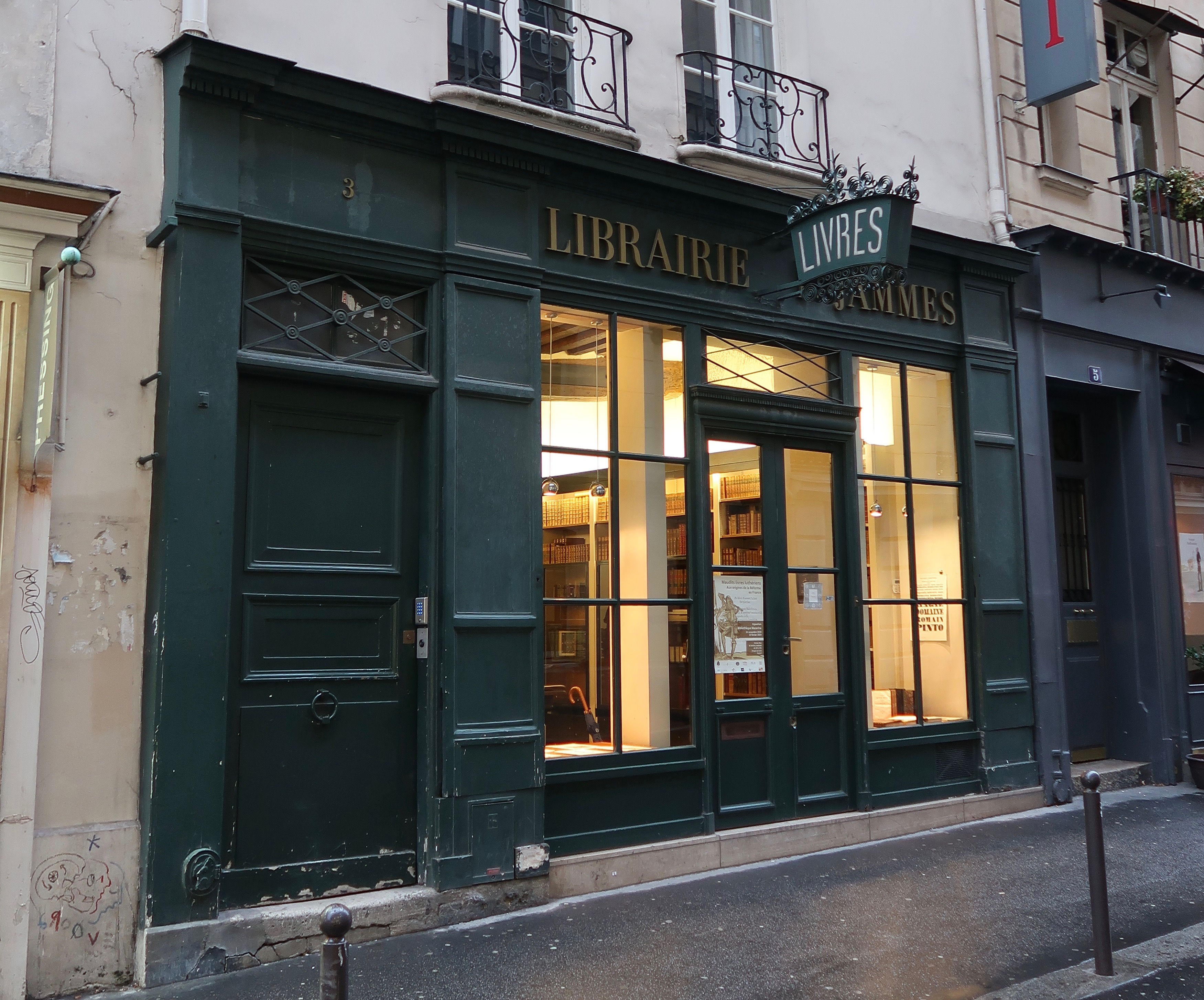
Librairie 3 rue Gozlin (Paris).

André Jammes est le fils de Paul Jammes (1890-1983), fondateur en 1925 de la Librairie Paul Jammes, dans le quartier Saint-Germain-des-Prés, 3 rue Gozlin, librairie d'érudition tournée ensuite vers les livres rares et précieux. André Jammes et son frère Pierre prennent la succession de leur père ; la librairie est dirigée depuis 1994 par Isabelle Jammes, petite-fille du fondateur.
Libraire de livres anciens comme ses parents, collectionneur passionné, éditeur et historien de la photographie, André Jammes est également l’auteur d’ouvrages sur les techniques d'impression, la typographie, la calligraphie et de travaux sur les papiers dominotés. 
On lui doit par ailleurs des traductions de l’anglais, dont notamment L’Histoire de la photographie de Beaumont Newhall, en 1967.
Il participe à la fondation du musée de l'Imprimerie, à Lyon, en 1964, aux côtés de l’imprimeur et éditeur Maurice Audin et l’historien du livre Henri-Jean Martin.
Il organise le 13 juin 1961 à la librairie Nicolas Rauch à Genève la première vente aux enchères spécialisée en photographies en Europe,. En 2008, André Jammes et sa femme, Marie-Thérèse Jammes, née Marie-Thérèse Ottenwaelter, grands collectionneurs de photographies, ont poursuivi la mise en vente – commencée en 1999 et 2002 – de leurs photographies anciennes chez Sotheby's pour ce qui a été qualifié comme la « vente du siècle ».

## Publications (sélection)
- Essai sur les ex-libris modernes français (préface de Jean Adhémar), Paris, chez l'auteur, 1947
- Les Petits Romantiques français, présentés par Francis Dumont, suivi d'une Bibliographie sommaire, par A. Jammes, Paris, Les Cahiers du Sud, 1949
- La Réforme de la typographie royale sous Louis XIV : le grandjean, étude accompagnée de 110 cuivres originaux conservés à l'Imprimerie nationale, Paris, P. Jammes-Imprimerie nationale, 1961
- Charles Nègre photographe : 1820-1880 (préface de Jean Adhémar), Paris-Choisy-le-Roi, Imprimerie de France, 1963
- avec Maurice Audin, L'Estampe : cinq siècles de recherches et de technique, catalogue de la première exposition du Musée de l'imprimerie et de la banque, à Lyon, de juin 1964 à avril 1965, Lyon, Musée de l'imprimerie et de la banque, 1964
- « Louis XIV, sa bibliothèque et le Cabinet du Roi », The Library, cinquième séries, vol. 20, no 1, mars 1965
- avec Maurice Audin, Essai sur la lettre d'imprimerie : à propos des collections conservées au Musée de l'imprimerie et de la banque, Lyon, Imprimerie Audin, 1968
- (en) William H. Fox Talbot: inventor of the negative-positive process, New York, Collier Books, 1973
- (de) Hippolyte Bayard : ein verkannter Erfinder und Meister der Photographie, Francfort sur le Main, C. J. Bucher, 1975
- Nadar : introduction, repères chronologiques, notes bibliographiques et techniques, Fondation nationale de la photographie, Paris, 1982
- (en) avec Eugenia Parry Janis, The art of French calotype : with a critical dictionary of photographers, 1845-1870, Princeton University Press, 1983
- Didotiana, recueil d'article consacrés à Ambroise-Firmin Didot, in Bulletin du bibliophile, 1990-1993, Paris, 1994
- avec Henri D. Saffrey, Une image xylographique inconnue de la passion de Jésus à Jérusalem, in Bulletin du bibliophile, 1, 1994
- Spécimens de caractères de Firmin et Jules Didot, Paris, Librairie P. Jammes-Éd. des Cendres, 2002
- avec Isabelle Jammes, Collection de spécimens de caractères : 1517-2004, catalogue, Paris, P. Jammes-Éd. des Cendres, 2006
- Alde, Renouard & Didot : bibliophilie & bibliographie, Paris, Éd. des Cendres, 2008
- Libri vaincu : enquêtes policières et secrets bibliographiques, documents inédits, Paris, Éd. des Cendres, 2008
- Papiers dominotés, trait d'union entre l'imagerie populaire et les papiers peints : France 1750-1820, Paris, Éd. des Cendres, 2010
- L’Imprimerie polytype : une officine expérimentale et clandestine au service du duc d'Orléans, 1783-1787, Paris, Éd. des Cendres, 2012
- avec Jean Toulet, Relier Rimbaud : conversations, Paris, Éd. des Cendres, 2014
- avec Marie-Thérèse Jammes, Images populaires, Paris, Éd. des Cendres, 2017

## Distinctions

### Récompenses
- 1964 : lauréat du prix Nadar pour son ouvrage Charles Nègre photographe[8]
- 2011 : Prix SNA-Café Marly du Livre d'Art pour Papiers dominotés : Trait d'union entre l'imagerie populaire et les papiers peints (France 1750-1820)[9].

### Décoration
- 2009 :  Commandeur de l'ordre des Arts et des Lettres, aux côtés de sa femme, Marie-Thérèse Jammes, nommée chevalier dans l'ordre des Arts et des Lettres au cours de la même séance[10].